# Empire Earth II
Empire Earth II è un videogioco strategico in tempo reale, nel quale il giocatore può condurre il proprio popolo attraverso quindici epoche.
È prodotto da Sierra Entertainment, del gruppo Vivendi, è stato sviluppato da Mad Doc Software e distribuito da Halifax. Supporta la modalità multiplayer fino a 9 giocatori.
Anche questo secondo episodio della serie ha un'espansione, Empire Earth II: The Art of Supremacy, uscita nel 2006.
I due cd del gioco sono protetti dalle copie con tecnologia SecuROM.
Nel novembre del 2007 è uscito un terzo capitolo della serie: Empire Earth III.

## Modalità di gioco
Il gioco è un classico RTS, quindi nella maggior parte del tempo bisognerà da una parte amministrare le risorse e dall'altra produrre il maggior numero possibile di unità militari per far fronte agli assalti nemici. In questo Empire Earth a differenza del primo è inoltre possibile, attraverso una minimappa, dare istruzioni ai cittadini direttamente, senza ricorrere al seleziona e clicca. È stata inoltre introdotta la divisione della mappa in più territori, che se conquistati o colonizzati dal giocatore entreranno a far parte del suo impero, e il sistema delle corone, benefici temporanei conquistabili quando si è i migliori in campo militare, economico o imperiale (ogni epoca è divisa in 12 tecnologie, divise a loro volta nei tre campi Militare, Economico e Imperiale, che donano benefici bonus alle unità e/o agli edifici o sbloccano nuove abilità).

### Epoche
1. Età della pietra, dal 10.000 a.C. al 5.000 a.C.
2. Età del rame, dal 5000 a.C. al 2500 a.C.
3. Età del bronzo, dal 2500 a.C. al 1000 a.C.
4. Età del ferro, dal 1000 a.C. al 400 d.C.
5. Alto medioevo, dal 400 d.C. all'800 d.C.
6. Basso medioevo, dall'800 al 1300
7. Rinascimento, 1300-1500
8. Colonialismo, 1500-1650
9. Illuminismo, 1650-1800
10. Rivoluzione industriale, XIX secolo
11. Età contemporanea, 1900-1940
12. Era atomica, 1940-1980
13. Era digitale, 1980-2030
14. Era genetica, 2030-2130
15. Era sintetica, 2130-2230

### Giocatore singolo e multiplayer
Per il giocatore singolo, Empire Earth 2 propone due modalità di partita:
- Campagna: in Empire Earth 2 vi sono tre tipi di campagne disposte in ordine cronologico in base alle epoche, due punti di svolta da combattere in ambedue le parti e un apprendistato.
  - Apprendistato: comandando il popolo degli Aztechi, si viene introdotti nelle nozioni di base del gioco.
  - Campagna coreana: ripercorre la storia della Corea dalla nascita all'unificazione dei tre regni di Scilla. Nel corso dei livelli, si dovrà prima di tutto tentare di creare uno stato coreano formando alleanze con le popolazioni limitrofe, poi difenderlo dagli attacchi degli altri regni e infine respingere gli attacchi della Cina dai propri territori.
  - Campagna tedesca: la campagna copre un arco di tempo che va dal medioevo all'unificazione della Germania. Tra gli eventi più importanti da rivivere vi è la Guerra dei trent'anni, l'avanzata di Napoleone in Europa e la guerra franco-prussiana.
  - Campagna statunitense: guidando la fazione statunitense ci si dovrà fare strada tra eventi fondamentali per l'assetto politico del mondo odierno, tra i quali la prima e la seconda guerra mondiale, due livelli dedicati alla Guerra fredda, e gli ultimi due livelli che sono ambientati in un futuro fantastico.
  - Punto di svolta: Lo sbarco in Normandia: uno degli eventi culminanti della Seconda Guerra mondiale da giocare dalla parte dei tedeschi e degli alleati.
  - Punto di svolta: La Guerra dei Tre Regni: svoltasi in Cina tra il 230 e il 480 d.C., è giocabile dalla parte dei regni di Wei e Wu.
- Schermaglia: il principale tipo di partita per giocatore singolo, dove il giocatore decide il numero e le caratteristiche degli avversari, la morfologia della mappa, eventuali vantaggi e la tipologia della partita tra diversi tipi.

Per il Multiplayer si può giocare in internet o con la connessione LAN.

### Le civiltà
Le civiltà di Empire Earth 2 si dividono in quattro fazioni: Occidentali, Mediorientali, Orientali e Mesoamericani.
A seconda della fazione scelta si hanno diversi poteri nazionali che mutano all'avanzare delle epoche.
Ecco la lista delle 14 civiltà presenti:
| Occidentali                                       | Mediorientali                    | Orientali                       | Mesoamericani           |
| ------------------------------------------------- | -------------------------------- | ------------------------------- | ----------------------- |
| - Americani - Greci - Inglesi - Romani - Tedeschi | - Babilonesi - Egiziani - Turchi | - Cinesi - Coreani - Giapponesi | - Aztechi - Inca - Maya |

## Empire Earth II: The Art of Supremacy
Sviluppata dalla Mad Doc Software e pubblicata dalla Vivendi Universal Games sotto il marchio della Sierra, l'espansione ufficiale The Art of Supremacy è uscita nel 2006, il 14 febbraio nel Nord America e il 10 marzo in Europa.
L'espansione aggiunge nuove caratteristiche:
- Quattro nuove civiltà, due Occidentali (Francesi e Russi) e due Africane (Maasai e Zulu) per la nuova regione.
- Tre nuove campagne: la prima ambientata nell'Antico Egitto, la seconda durante l'invasione russa di Napoleone e la terza nel futuro durante la lotta dei Maasai per l'indipendenza.
- Due nuovi punti di svolta: Rorke's Drift (Inglesi e Zulu) e Battaglia di Kursk (Russi e Tedeschi)
- Quando eliminano un determinato numero di nemici, varie unità militari possono diventare Eroi, che sono in grado di formare gruppi chiamati eserciti con altri soldati.
- Sono aggiunte anche le tribù native, delle civiltà neutrali non giocabili ma con le quali si può interagire. È possibile farsele alleate tramite un Leader della Corona qualsiasi.
- A proposito di Corone, è stato aggiunto anche un nuovo potere della corona chiamato Leader Supremo, rivestibile da qualsiasi Leader o Eroe, in grado di potenziare i parametri economici, militari o imperiali.

## Patch non ufficiali
Il 10 ottobre 2012, i server multiplayer di gioco della GameSpy sono stati chiusi in quanto tale compagnia ha dovuto chiudere battenti.
Come conseguenza, sono state pubblicate varie patch non ufficiali da parte della community, ancora attive e in aggiornamento, tra cui nuove risoluzioni dello schermo, installazione in varie lingue (solo traduzioni ufficiali in inglese, italiano, spagnolo, francese, polacco, russo e tedesco, più il cinese e il ceco nei sottotitoli e ungherese solo per il gioco base) miglioramenti nei sistemi Windows 8, 8.1 e 10 e il supporto per DirectX 9. Tutte queste patch (che compongono la cosiddetta Unofficial Patch) sono state create da Dr.MonaLisa, il quale, il 16 ottobre 2015, ha pubblicato la versione 1.5.5 che riporta in vita il multigiocatore su un nuovo server.

## Accoglienza

### Empire Earth
| Testata  | Giudizio |
| -------- | -------- |
| GameSpot | 8.0/10   |
| GameSpy  |          |
| IGN      | 8.9/10   |

Empire Earth II ha riscontrato un'accoglienza positiva. Il sito web IGN lo ha votato con un 8.9 s 10, mentre GameSpot lo ha votato con un 8/10. Poco dopo la sua uscita, il gioco è stato generalmente lodato per il buon gameplay e le vaste scelte di personalizzazione delle partite, ma tra i suoi punti negativi troviamo alti requisiti di sistema, difficoltà nei movimenti, grafiche inferiori alla norma, scarso sistema di unità contro unità, un editor complicato e quasi inesistente negli script, musiche poco gradevoli e una certa complessità nelle nuove caratteristiche di gioco.
Empire Earth II è stato finalista per il premio "Miglior Strategico in Tempo Reale 2005" da parte di PC Gamer, premio vinto da Age of Empires III.

### The Art of Supremacy
| Testata                          | Giudizio |
| -------------------------------- | -------- |
| Metacritic (media al 30-01-2020) | 57%      |
| Eurogamer                        | 6/10     |
| GameSpot                         | 5.4/10   |
| GameSpy                          | [ 11 ]   |
| Strategy Informer                | 5.8/10   |

Art of Supremacy ha ricevuto un'accoglienza mista, con voti dalla critica ammontanti a 57%, ma è stato comunque lodato per le sue nuove caratteristiche. Non tutti i critici, comunque, sono rimasti soddisfatti; GameSpot lo ha votato con un 5.4/ 10, dichiarando: "le civiltà russa e francese sono state stra-utilizzate in altri giochi RTS; mi infastidisce, però, che avrebbero essere invece aggiunte in una patch o nell'Empire Earth II originale". GameSpy lo ha votato con 2 stelle su 5, dichiarando: "le civiltà sono generiche, le modalità multigiocatore non sono molto eccitanti, la campagna presenta voci inferiori alla media e le mappe sono 'stranite'". Strategy Informer lo ha votato con un 5.8/ 10, dichiarando: "sfortunatamente, l'impressione generale lasciata dall'espansione lascia molto a desiderare, e non la rende molto utile". Eurogamer lo ha votato 6/10, dichiarando come altri strategici (per l'epoca) possiedano grafiche superiori, con o senza la presenza dell'espansione.